# 白井美早子
白井 美早子（しらい みさこ、1987年10月31日 - ）は、大阪府茨木市出身の元女子競輪選手。現役時代は日本競輪選手会大阪支部所属（当初は京都支部所属）、ホームバンクは岸和田競輪場。日本競輪学校第102期生。身長159.5cm、体重62.1kg。

## 来歴
中学時代から陸上競技に取り組み、大阪成蹊女子高等学校でも陸上部で活動していたが、びわこ成蹊スポーツ大学入学直前に右の足首のじん帯を断裂した影響により、同大学でも陸上を続けたものの、成績が思うように上がらなかった。大学3年のとき、2008年の北京オリンピック・ケイリン決勝で永井清史が銅メダルを獲得した中継をテレビで見たことがきっかけとなり、自転車競技への転身を決意した。大学ではアーティスティックスイミング選手の青木愛と同じゼミだった。
2009年の全国都道府県対抗自転車競技大会・500mタイムトライアルで優勝。その後、各種国内トラックレース大会や、エキシビションレース時代のガールズケイリンにしばし参戦するなどしていたが、2012年に女子競輪が復活する話を受け、当時競輪選手だった山本真矢（競輪学校65期生）に師事して、『ガールズケイリン第一期生』試験を受験。2011年2月25日、競輪学校試験に合格。競輪学校時代の在校競走成績は第7位（15勝）。2012年5月1日、日本競輪選手会京都支部所属の競輪選手として登録された。
2012年7月6日、京王閣競輪場でデビューし6着。同年9月17日、広島競輪場で初勝利を挙げた。
2012年11月27日付けで、日本競輪選手会大阪支部に移籍。ガールズケイリンとしては、初の県外移籍になった。
2017年12月11日、いわき平競輪場で初優勝。
ガールズケイリンPRポスター『顔より太もも。』の第2弾のモデルにも選ばれるなどガールズケイリン広報活動にも貢献したが、晩年は落車による怪我の影響もあり成績不振に陥ったことで代謝制度の対象となり、2023年12月30日の松阪FII（ナイター）3日目第3レース（一般）7着をラストレースとした。
2024年1月19日、選手登録消除。現役時代の通算戦績は、950戦41勝、優勝1回。
引退後は、CSの競輪番組キャスターなど競輪関係のMCなどタレント活動を行っている。